# Meridiano 92 W
O meridiano 92 W é um meridiano que, partindo do Polo Norte, atravessa o Oceano Ártico, América do Norte, Golfo do México, América Central, Oceano Pacífico, Oceano Antártico, Antártida e chega ao Polo Sul. Forma um círculo máximo com o Meridiano 88 E.
Começando no Polo Norte, o meridiano 92º Oeste tem os seguintes cruzamentos:
| País, território ou mar     | Notas                                                                                             |
| --------------------------- | ------------------------------------------------------------------------------------------------- |
| Oceano Ártico               | Passa a oeste da Ilha Ellesmere, Nunavut, Canadá · Passa a oeste da Ilha Krueger, Nunavut, Canadá |
| Canadá                      | Ilha Fjeldholmen, Nunavut                                                                         |
| Nansen Sound                |                                                                                                   |
| Canadá                      | Ilha Axel Heiberg, Nunavut                                                                        |
| Baía Norueguesa             |                                                                                                   |
| Canadá                      | Ilha de Devon, Nunavut                                                                            |
| Canal de Parry              | Estreito de Barrow                                                                                |
| Canadá                      | Ilha Somerset, Nunavut                                                                            |
| Enseada do Príncipe Regente |                                                                                                   |
| Golfo de Boothia            |                                                                                                   |
| Canadá                      | Península de Boothia, Nunavut - parte continental                                                 |
| Baía de Lord Mayor          |                                                                                                   |
| Canadá                      | Nunavut - parte continental                                                                       |
| Baía de Hudson              |                                                                                                   |
| Canadá                      | Manitoba Ontário                                                                                  |
| Estados Unidos              | Minnesota                                                                                         |
| Lago Superior               |                                                                                                   |
| Estados Unidos              | Wisconsin Minnesota Iowa Missouri Arkansas Louisiana, incluindo Ilha Marsh                        |
| Golfo do México             |                                                                                                   |
| México                      | Campeche Tabasco Chiapas                                                                          |
| Guatemala                   |                                                                                                   |
| Oceano Pacífico             |                                                                                                   |
| Oceano Antártico            |                                                                                                   |
| Antártida                   | Território não reivindicado                                                                       |